# Oecetis furva
Oecetis furva là một loài Trichoptera trong họ Leptoceridae. Chúng phân bố ở miền Cổ bắc.